# Neustadt in Europa
Neustadt in Europa er et venskabsbyforbund af byer i Europa med navnet Neustadt. Forbundet omfatter 36 byer i seks centraleuropæiske lande, hvoraf 27 ligger i Tyskland, 2 i Østrig, 1 i Ungarn, 3 i Tjekkiet, 2 i Polen og 1 i Slovakiet. Samlet har medlemskommunerne over 500.000 indbyggere.

## Historie
I 1979 tog den daværende borgmester for Bad Neustadt an der Saale Paul Goebels initiativ til at indkalde til det første træf for Neustadt-byerne. Byrådsdelegationer fra 13 byer mødte op og året efter mødtes byerne igen i Neustadt an der Aisch.
Ved det tredje træf i 1982 i Neustadt an der Waldnaab blev borgmestrene inviteret for at deltage i et diskussionsforum. Her grundlagde man et koordinationsudvalg, der valgte borgmester Hans Schreyegg fra Neustadt an der Waldnaab til formand. Udvalget havde til formål at skabe grundlag for en Neustadt-bevægelse med udgangspunkt i byernes borgere. I maj 2008 afholdtes det 30. træf i den østrigske by Neustadtl an der Donau.

## Formål med samarbejdet
Sammenslutningens mål er at fremme turismen, handel og gastronomi i medlemsbyerne samt fremme kontakt mellem mennesker på tværs af Neustadt-byerne på tværs af landegrænser.
Sammenslutningen udgiver reklamemateriale og publikationer. Endvidere udsteder foreningen såkaldte Neustadt-pas til personer, der ønsker at blive Neustadt-ambassadører.
De seneste træf har fundet sted følgende steder:
- 2001: Nové Město nad Metují (Tekkiet)
- 2002: Neustadt an der Dosse
- 2003: Neustadt am Kulm
- 2004: Neustadt am Rennsteig
- 2005: Neustadt in Sachsen
- 2006: Neustadt bei Coburg
- 2007: Neustadt in Holstein
- 2008: Neustadtl an der Donau (Østrig)

Følgende træf vil finde sted i:
- 2009: Neustadt (Spree)
- 2010: Nové Město na Moravě (Neustadt i Mæhren – Tjekkiet)
- 2011: Neustadt (Hessen)
- 2012: Neustadt an der Orla
- 2013: Breuberg-Neustadt
- 2014: Neustadt an der Dosse
- 2015: Neustadt am Rübenberge
- 2016: Nowe Miasto nad Pilicą (Polen)
- 2018: Neustadt an der Waldnaab
- 2019: Bad Neustadt an der Saale
- 2020: Neustadt an der Aisch
- 2023: Neustadt an der Donau

## Medlemsbyer
Følgende byer er medlem af Neustadt-sammenslutningen:
1. Bad Neustadt an der Saale (D)
2. Bergneustadt (D)
3. Breuberg-Neustadt (D)
4. Dunaújváros (H) (Neustadt a.d. Donau)
5. Neuenstadt am Kocher (D)
6. Neustadt an der Dosse (D)
7. Neustadt (Hessen) (D)
8. Neustadt (Wied) (D)
9. Neustadt/Harz (D)
10. Neustadt/Vogtl. (D)
11. Neustadt/Westerwald (D)
12. Neustadt am Kulm (D)
13. Neustadt am Main (D)
14. Neustadt am Rennsteig (D)
15. Neustadt am Rübenberge (D)
16. Neustadt an der Aisch (D)
17. Neustadt an der Donau (D)
18. Neustadtl an der Donau (A)
19. Neustadt an der Orla (D)
20. Neustadt (Spree) (D)
21. Neustadt an der Waldnaab (D)
22. Neustadt an der Weinstraße (D)
23. Neustadt bei Coburg (D)
24. Neustadt an der Rems (D)
25. Neustadt in Holstein (D)
26. Neustadt in Sachsen (D)
27. Neustadt (Eichsfeld) (D)
28. Neustadt-Glewe (D)
29. Nové Město na Moravě (CZ) (Neustadtl in Mähren)
30. Nové Město nad Metují (CZ) (Neustadt an der Mettau)
31. Nové Mesto nad Váhom (SK) (Neustadt(l) an der Waag)
32. Nové Město pod Smrkem (CZ) (Neustadt an der Tafelfichte)
33. Nowe Miasto Lubawskie (PL) (Neumark in Westpreußen)
34. Nowe Miasto nad Pilicą (PL) (Neumark an der Pilitza)
35. Titisee-Neustadt (D)
36. Wiener Neustadt (A)